# Desmoscolex borealis
Desmoscolex borealis är en rundmaskart som beskrevs av Hans August Kreis 1963. Desmoscolex borealis ingår i släktet Desmoscolex och familjen Desmoscolecidae. Inga underarter finns listade i Catalogue of Life.